# Nanla He
Nanla He är ett vattendrag i Kina. Det ligger i provinsen Yunnan, i den sydvästra delen av landet, omkring 420 kilometer söder om provinshuvudstaden Kunming.
Genomsnittlig årsnederbörd är 1 821 millimeter. Den regnigaste månaden är juli, med i genomsnitt 396 mm nederbörd, och den torraste är februari, med 14 mm nederbörd.